# Forsa kyrka
Forsa kyrka är en kyrkobyggnad vid kyrksjön i Forsa socken nästan en mil väster om Hudiksvall. Den tillhör Forsa-Högs församling i Uppsala stift.

## Kyrkobyggnaden
Den nuvarande kyrkan uppfördes åren 1840 till 1845 och ersatte då en medeltidskyrka på samma plats. Norra och östra väggarna samt sakristian är bevarade från den gamla kyrkan. Kyrkan består av ett rektangulärt långhus med utbyggd sakristia i norr samt kyrktorn i väster med lanternin. Kyrkorummet är stort och rymligt och täcks av ett tunnvalv. Något markerat kor finns inte, utan kyrkans östra del fungerar som kor.

## Inventarier
- En träskulptur av S:t Olov är daterad till 1200-talets andra hälft.
- Kyrkan har två stora altarskåp och ett tiotal helgonskåp och träskulpturer. De flesta härstammar från tiden omkring år 1500.
- Predikstol är från mitten av 1800-talet.
- Vid en omfattande restaurering 1936 tillkom ett nytt altare och en stor altartavla målad av Tor Hörlin.
- Dopfunt av kalksten med tillhörande dopskål av silver tillkom 1938.

### Orgel
- 1850 byggde Jonas Wengström, Ovanåker en orgel med 20 stämmor, två manualer och pedal. Orgeln hade även ett melodiverk.
- Den nuvarande orgeln byggdes 1923 av Gebrüder Rieger, Jägerndorf, Tjeckoslovakien. Orgeln är pneumatisk med taschenlådor. Den har ett tonomfång på 56/30. Orgeln har två fria kombinationer, 4 fasta kombinationer, automatisk pedalväxling och registersvällare. Fasaden är från 1850 års orgel.

| Huvudverk I    | Svällverk II         | Pedal             | Koppel   |
| Prinzipal 16'  | Lieblich Gedacht 16' | Principalbass 16´ | I/P      |
| Bourdon 16'    | ViolinPrinzipal 8'   | Subbass 16'       | II/P     |
| Prinzipal 8'   | Flûte harmonique 8'  | Bourdonbass 16'   | II/I     |
| Hohlflöte 8'   | Gamba 8'             | Quintbass 10 2⁄3' | I 4'     |
| Fugara 8'      | Aeolin 8'            | Octavbass 8'      | II 16'/I |
| Salizional 8'  | Vox coelestis 8'     | Violincell 8'     | II 4'/I  |
| Gedacht 8'     | Rohrflöte 8'         | Basun 16'         |          |
| Oktave 4'      | Dolce 4'             |                   |          |
| Flûte douce 4' | Piccolo 2'           |                   |          |
| Cornet III-V   | Harmonia aetherea IV |                   |          |
| Mixture V      | Oboe 8'              |                   |          |
| Trompete 8'    | Tremolo              |                   |          |
|                | Crescendosvällare    |                   |          |

#### Kororgel
1990 byggde Johannes Menzel Orgelbyggeri AB, Härnösand en mekanisk kororgel med slejflådor. Tonomfånget är på 56/30.
| Huvudverk I  | Bröstverk II      | Pedal           | Koppel |
| Hålflöjt 8´  | Gedackt 8´        | Subbas 16´      | I/P    |
| Borduna 8'   | Rörflöjt 4'       | Borduna 8' (tr) | II/P   |
| Principal 4' | Nasat 2 2⁄3'      |                 | II/I   |
| Tvärflöjt 4' | Svegel 2'         |                 |        |
| Oktava 2'    | Ters 1 3⁄5'       |                 |        |
| Mixtur III   | Tremulant         |                 |        |
|              | Crescendosvällare |                 |        |

## Galleri

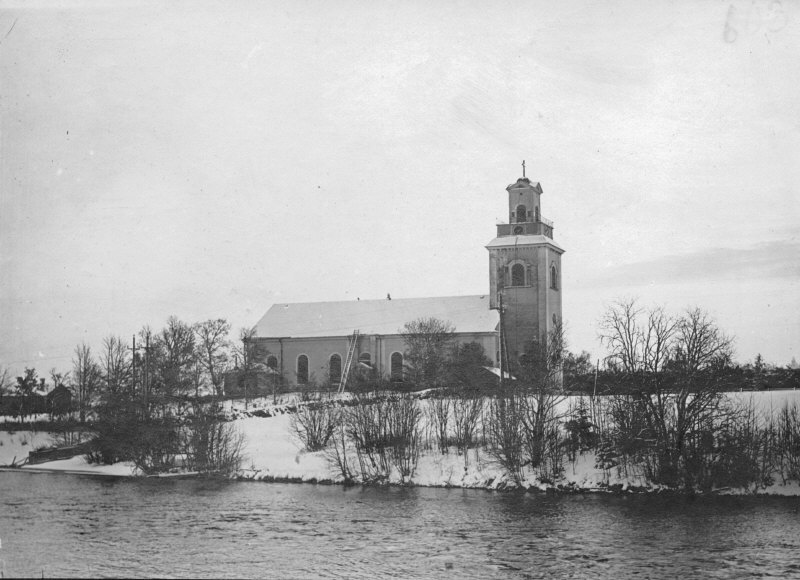
Exteriör, Forsa kyrka från norr.
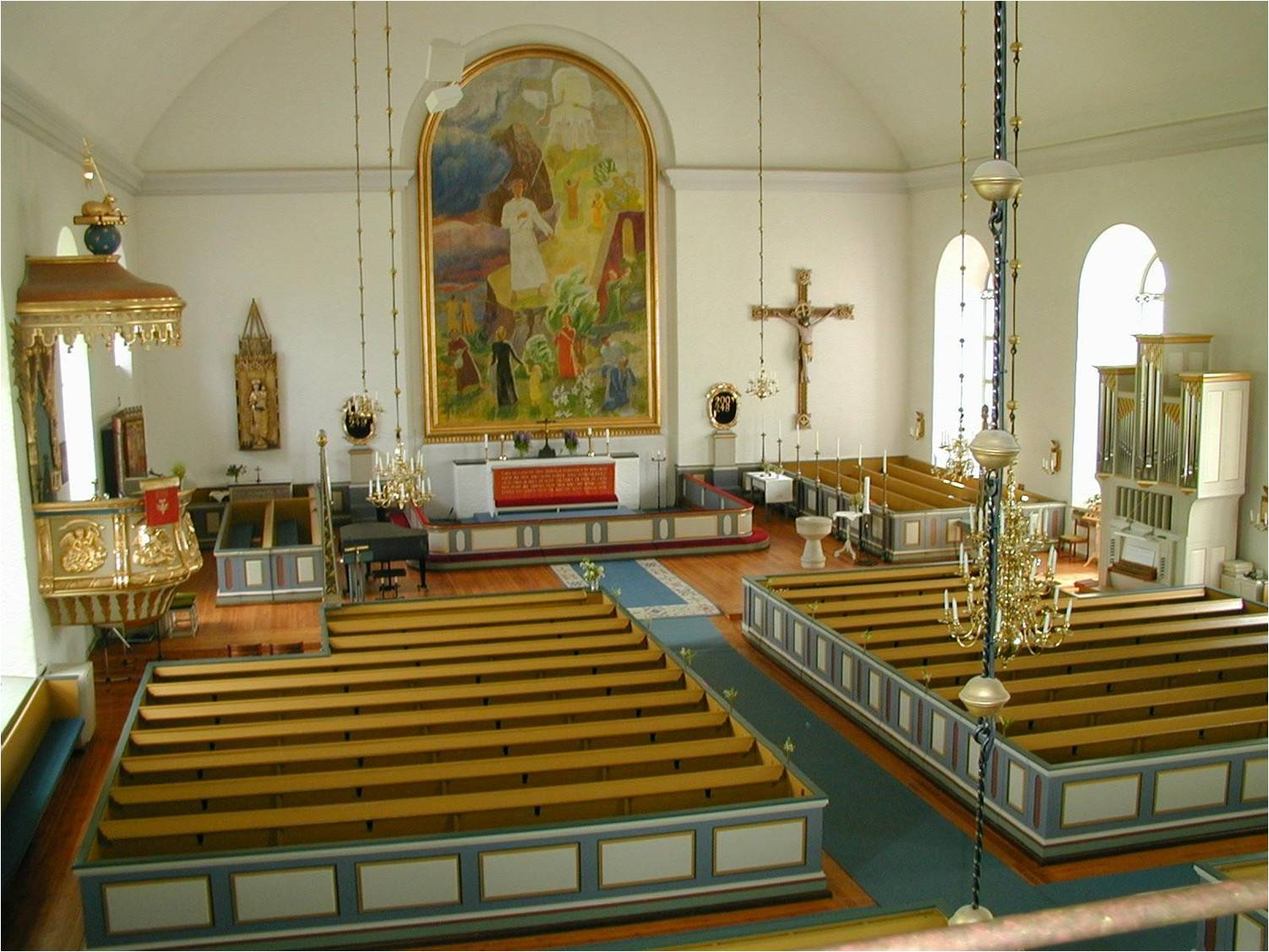
Kyrkorum, Forsa kyrka.

## Övrigt
Husförhör är ett årligt återkommande inslag i socknen men idag under moderniserade former.